# Anton Pimentel
Anton Pimentel (špansko Antonio Pimentel de Prado y lo Bianco), * 1604 Palermo † 1671 (ali 1672) Antwerpen; je bil španski častnik, upravnik v Nieuwpoortu (1646–1651), veleposlanik v Stockholmu (1652–1654), vitez reda Santiago (1658), zastopnik v Parizu (1659), upravnik Cadiza (1660–1670), in svetovalec ter poveljnik armade v Antwerpnu (1670–1672).

## Življenjepis

### Veleposlanik na Švedskem
O njegovi mladosti ni veliko znanega. Njegov oče Lorenzo Pimentel de Prado je služboval na dvoru vojvoda od Bivone v Palermu na Siciliji (Neapeljsko kraljestvo) in je imel tri sinove: Juana, Antonia in Gregoria. 
Njegov nečak Bernardino de Rebolledo je za španskega veleposlanika na Švedskem imenoval Antona; to je bilo prvo špansko odposlanstvo na Švedskem od vladavine Ivana III. (1569–1592).
Kristina Švedska je začela leta 1651 pogajanja s Filipom IV. Španskim in je poslala švedskega diplomata Palbitzkega na španski dvor. Filip IV., ki si je prizadeval za dobre odnose s Švedsko, je španskim odposlancem naročil, naj povsod po Evropi delujejo Švedski v prid. Uradno je imelo veleposlaništvo v Stockholmu kot glavni namen ugotavljanje švedske vojaške moči; vendar so želeli predvsem ugotoviti, kake poročne načrte ima kraljica-devica Kristina; evropsko razmerje sil bi se predvidoma omajalo, če bi se kraljica poročila s kakim španskim sovražnikom.
Anton je prispel v Dalarö – pristanišče na JV Švedske – 12. avgusta 1652 – , skupaj z ženo, otroki in 50-članskim spremstvom, ter se 16. avgusta pojavil v Stockholmu. Kraljica ga je sprejela že 19. avgusta. Uglajeni Pimentel je hitro postal njen zaupnik in je poskušal podpreti njen predlog za odpoved. Kristina in Anton sta začela tajna pogajanja, ki sta jih pogostoma vodila v njeni knjižnici; to je spodbudilo čenče. Na ta način je veleposlanik dobil dober vpogled v njene prihodnje načrte. 

### Premestitev in darilo za kralja
Pimentel je nenavadno hitro dobil premestitev; preden je odšel na pot, je zaprosil za velik portret vladarice kot darilo španskemu kralju. Kraljica Kristina je rada uslišala njegovo prošnjo in tako je Bourdon napravil nesmrtno delo, ki kaže kraljico v njenem značilnem okolju: ko jaha na konju ko kak moški. Podoba je bila končana junija 1653 in Anton jo je odnesel v Španijo; še dandanes visi v madridskem muzeju Prado. Pred njegovim odhodom - v začetku avgusta 1653 – ga je kraljica imenovala še za viteza reda Amarante, ki ga je ona sama ustanovila; njegovi člani so se zavezali, da se ne bodo nikoli poročili ali – če so že poročeni - ponovno poročili. Red je bil razpuščen kmalu po kraljičini odpovedi 1654.
Ko je s spremstvom zapustil Göteborg (tedaj Gothenburg), je začela v ladjo vdirati voda in se je bil prisiljen vrniti. Pimentel je prišel v Stockholmu zopet v stik s kraljico Kristino. 

### Kraljičin odstop in prestop vkatoliško Cerkev
Junija 1654, ko njeni spreobrnitvi ni bilo nič več na poti, se je Kristina odpovedala prestolu. Zapustila je Švedsko in prek Danske prišla na Špansko Nizozemsko, da bi lahko pristopila v popolno krščansko edinost. Nadaljevala je prijateljevanje s Pimentelom; delno tudi zato, ker je želela posredovati med Francijo in Španijo, ki sta bili vpleteni v dolgotrajno francosko-špansko vojno.
Pimentel in Kristina sta se nato 1655 znova srečala v Bruslju in je bil navzoč kot priča, ko je vstopila tajno v polno skupnost s katoliško Cerkvijo. Spreobrnila se je namreč na katolištvo na sam Sveti večer istega leta. Potem je bil tudi član njenega spremstva v Innsbrucku - ko je je izpovedala vero svojih prednikov javno, kakor tudi na potu v Rimu.

### Poznejše življenje
Kraljico Kristino je zapustil leta 1656, ko je prispela v Francijo, kjer je upala dobiti podporo za prestol v Neapeljskem kraljestvu, kar se je pa na njeno hudo razočaranje izjalovilo. 
Pimentel je pozneje služboval kot diplomat v Parizu in v imenu Španije pripravil mir v Pirenejih oktobra 1659.

## Družbena občilaoPimentelu

### FilmKraljica Kristina
V filmu iz leta 1933 Kraljica Kristina (Queen Christina), v katerem je igrala v glavni vlogi kraljico Kristino svetovno znana švedska igralka Greta Garbo, nastopa tudi veleposlanik Pimentel; v filmu ga kličejo običajno Antonio ali preprosto španski odposlanec; njegovo vlogo je komaj-komaj sprejel na vztrajno in izrecno Gretino željo John Gilbert, ki je bil njen nekdanji resnični ljubimec. 
V filmu kraljica, oblečena kot moški, incognito jaha na konju po zimskem podeželju in naleti na Antona in njegovo malo spremstvo; v filmu je prikazan samski, brez žene in otrok, ki so ga v resnici zgodovinsko spremljali v Stockholm. Voznik je namreč zapeljal v globoko zasnežen jarek ob cesti. Smatrajoč jo za mladeniča, ji ponudijo en talir, da bi jim našla rešitev; seveda je to njej bilo igrača. Kraljična jaha naprej ter si privošči najboljši prostor v gostilni, ki mu jo je priporočila. Ko pozneje pride Antonio, vztraja pri najboljši sobi zase. Na koncu se vendarle sporazumeta za skupno posteljo, saj se ona še zmeraj izdaja za moškega. 
Sčasoma Kristina odkrije svojo skrivnost: da ima namreč moški videz, a da je vendarle ženska, in Antonio postane njen prvi resnični ljubček. Kristina pa mu zamolči dejstvo, da je pravzaprav kraljica; vendar mu zagotavi, da jo bo kmalu videl v prestolnici. 
Ko Pimentel nato res prispe na švedski dvor kot španski odposlanec, ne more priti k sebi od presenečenja, ko vidi Kristino kot kraljico. Njuna ljubezen pa se vseeno nadaljuje - tokrat bolj zasebno. Kristina mu je hvaležna, ker ji je pokazal, da je ljubezen med moškim in žensko možna in da more biti tudi lepa in resnična: in tako delata skupne načrte tudi za prihodnost. 
Film pravzaprav ne kaže resnične zgodovinske kraljice, ki je bila pokroviteljica znanosti, šolstva in umetnosti; ne dotakne se njenih dvomov glede luteranstva, kakor tudi ne njene želje in volje, da sprejme katoliško vero. V filmu je namreč glavna ovira za njuno poroko prav ta, da je Pimentel katoliške vere, medtem ko je ona protestantovske. Film še prikaže Kristinino odpoved prestolu 1654; kmalu nato pa Antonio pade v mečevalskem dvoboju, ter ji umrje v naročju. 
V resnici pa je Antonio živel še vsaj dvajset - po nekaterih virih tudi trideset let in je bil še naprej v službi španskega kralja - toda ne več na Švedskem.

## Ocena
Don Antonio Pimentel de Prado je bil v resnici plemič, ki je bil vojaško in dejavno usmerjeni poštenjak; skozi veliko let je bil zaupnik švedske kraljice Kristine, ki mu je trajno izkazovala svojo naklonjenost. Kar se pa tiče veroizpovedi, se je kraljična že od svoje mladosti nagibala h katolištvu. 
Njen vzgojitelj - ekumensko usmerjeni in vsesplošno izobraženi kalvinec Gothus, pa tudi dvorni pridigar kralja Gustava II. Adolfa 1629; nato je 27. avgusta 1635 postal učitelj kraljice Kristine in vrhovni dvorni pridigar. Kot evropsko razgledan učenjak je pisal verske in druge knjige v latinščini in švedščini; ter Kristini ni branil prebiranja spisov cerkvenih očetov in drugih krščanskih knjig, ki jih je ona kar požirala. 
Pozneje je kraljica prek taistega španskega veleposlanika prišla v stik z jezuiti: z Macedom, Casatijem in Malinesom in je po razpravljanjih z njimi v njej končno popolnoma dozorel sklep, da postane katoličanka.
Nekateri menijo – tako je prikazan tudi v filmu Kraljica Kristina  – da sta bila s kraljico ljubimca. Danes pa zgodovinarji na splošno zagovarjajo mnenje, da je po sredi bila le naklonjenost zaradi koristi - ne pa zaljučbljenost ali spolnost: Kristina je namreč vse življenje ohranila devištvo; saj je iskala njegovo prijateljstvo le zato, ker je veleposlanik postal dobrodošel posrednik pri iskanju podpore španskega kralja za njen prestop v Katoliško Cerkev, kakor tudi pri iskanju stika s katoliškimi duhovniki. 